# Навур
Наву́р (вірм. Նավուր) — село в марзі (області) Тавуш Вірменії.

## Розташування
За 3 км на схід розташоване місто Берд, за 3 км на північ знаходиться село Чінчін, за 15 км на захід знаходиться місто Іджеван, а на південь від села простягаються незаселені гірські масиви. Через село проходить дорога міждержавного значення Г-36 Іджеван-Навур-Берд-Айгепар.
У селі збереглися циклопічні фортеці (III—I тис. до н. е.).